# Rudolf Apponyi

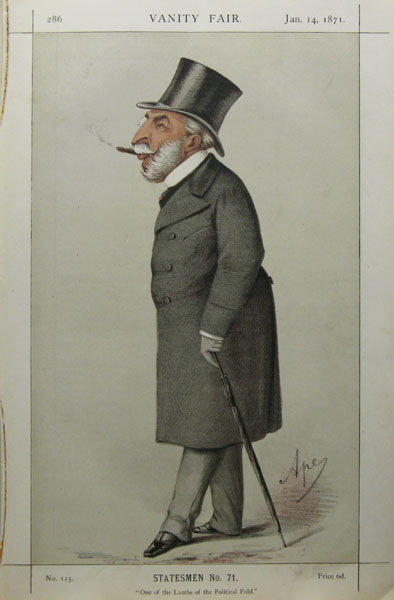
Rudolf Graf Apponyi (1871),
Karikatur im engl. Magazin Vanity Fair

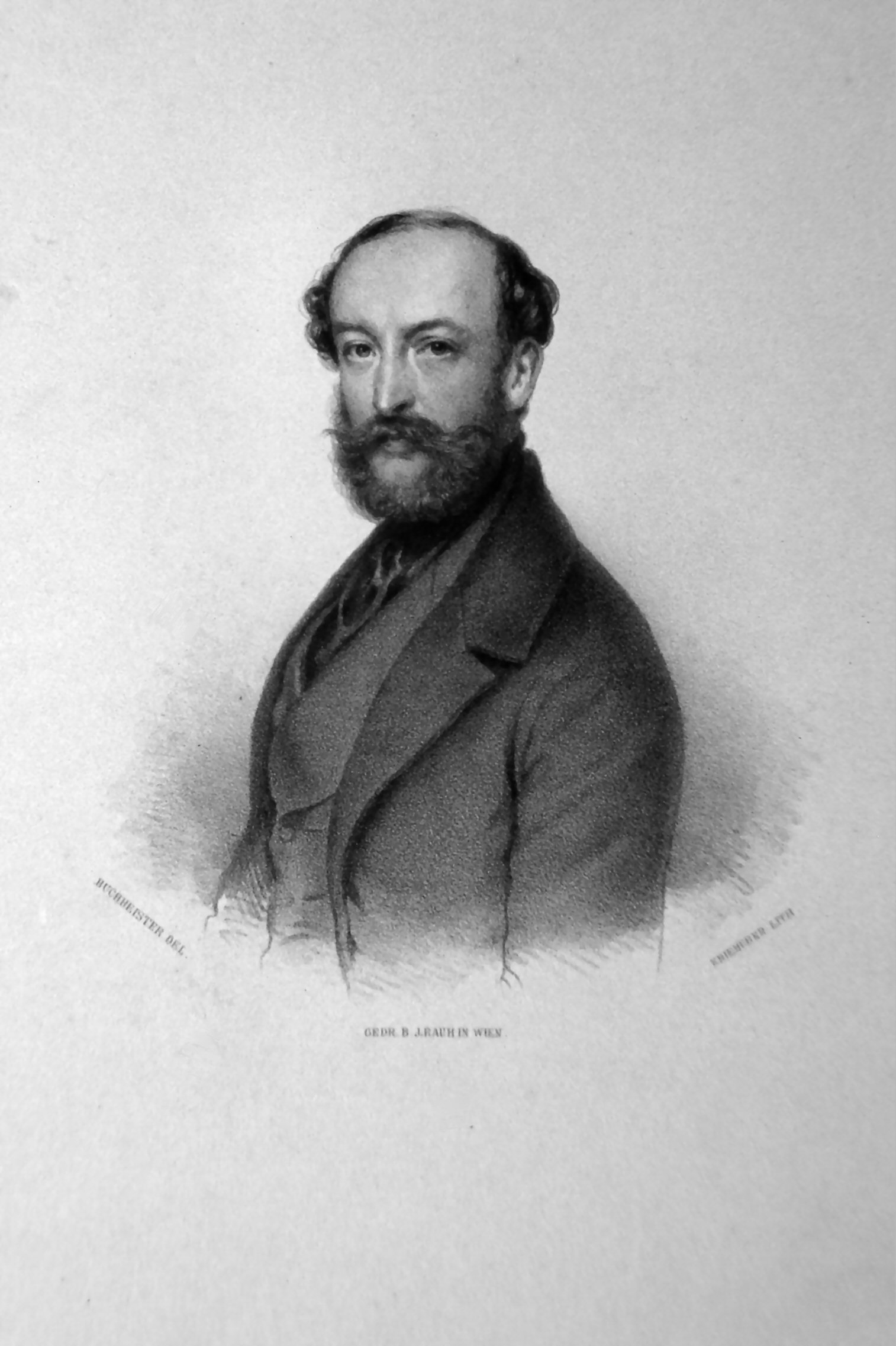
Rudolf Apponyi, Lithographie von Josef Kriehuber, nach einer Zeichnung von Buchheister, ca. 1860

Rudolf Graf Apponyi von Nagyappony (* 1. August 1812 in Karlsruhe; † 31. Mai 1876 in Venedig) war ein österreichisch-ungarischer Diplomat.

## Leben
Der Adlige aus dem Hause Apponyi verfolgte die Laufbahn des diplomatischen Dienstes. Er nahm im Laufe seiner Karriere wichtige Positionen ein.

### Laufbahn
- Gesandter im Kurfürstentum Hessen und Großherzogtum Baden (1847–1849)
- Gesandter in Turin, Königreich Sardinien (1849–1853)
- Gesandter in München (1853–1856)
- Gesandter in London (7. März 1856–28. Oktober 1860)
- Botschafter am Hof von St. James in London (28. Oktober 1860–8. November 1871)[1] und als solcher 1864 Teilnehmer an der Londoner Konferenz
- Botschafter in Paris (13. Dezember 1871–30. April 1876)
- 1875 für Österreich-Ungarn in Paris Unterzeichner der Meterkonvention

## Ehrungen
Graf Apponyi war Träger des Großkreuzes des Österreichisch-kaiserlichen Leopolds-Ordens und seit 1865 des Ordens vom Goldenen Vlies.